# The Huge Hefner Chronicles
Pour les articles homonymes, voir Hefner.
Albums de Diamond D
I'm Not Playin'
(2007) The Diam Piece
(2014)
Singles
1. D.I.A.M.O.N.D.
Sortie : 2008

The Huge Hefner Chronicles est le quatrième album studio de Diamond D, sorti le 14 octobre 2008.

## Liste des titres
| No  | Titre                                                                        | Contient un (des) sample(s) de                                                                 | Durée |
| --- | ---------------------------------------------------------------------------- | ---------------------------------------------------------------------------------------------- | ----- |
| 1.  | Intro (featuring Fat Joe)                                                    |                                                                                                | 0:39  |
| 2.  | U Can't Be Me (Produit par DJ Scratch)                                       |                                                                                                | 2:43  |
| 3.  | D-I-A-M-O-N-D (Produit par Nottz)                                            |                                                                                                | 2:48  |
| 4.  | Don't Beg (Produit par Illmind)                                              |                                                                                                | 3:07  |
| 5.  | Baby (featuring Jawz of Life – Produit par Anthony Accurate)                 |                                                                                                | 4:17  |
| 6.  | Good Tyme (featuring Blake Carrington et K-Terror – Produit par Diamond D)   |                                                                                                | 3:34  |
| 7.  | I Getz It In (Produit par Cook)                                              |                                                                                                | 3:04  |
| 8.  | Get Up (Produit par Jesse West)                                              |                                                                                                | 2:38  |
| 9.  | It'll Be Alright (featuring Novel – Produit par Def-Jef)                     |                                                                                                | 3:37  |
| 10. | When Ur Hot Ur Hot (featuring Sadat X et Stacy Epps – Produit par Diamond D) |                                                                                                | 2:34  |
| 11. | I Wanna Leave (featuring Crawfish – Produit par Diamond D)                   |                                                                                                | 3:00  |
| 12. | Bad/Good (Produit par Anthony Accurate)                                      | Tru Master de Pete Rock featuring Inspectah Deck et Kurupt Theme From Love Story d'Hubert Laws | 3:36  |